# Bukit Beringin
Bukit Beringin is een bestuurslaag in het regentschap Merangin van de provincie Jambi, Indonesië. Bukit Beringin telt 2634 inwoners (volkstelling 2010).